# Бируля Олександр Костянтинович
 Биру́ля (Біруля) Олекса́ндр Костянти́нович  (нар. 1882, (1892)Новоалександрівськ, Литва — 4 серпня 1967, Харків) — український архітектор, інженер шляхів сполучення, краєзнавець. Доктор технічних наук (1940), професор (1953), заслужений діяч науки УРСР (1953).

## Біографія
Учасник Першої та Другої світових воєн. У 1910 р. здобув освіту в Паневезькому реальному училищі. У 1916 р. закінчив Петроградський інститут інженерів шляхів сполучення. У 1925–1931 рр. керував шляховим будівництвом на Східному Поділлі. Одночасно викладав у Вінницькому учительському інституті, технікумах міста, брав активну участь у краєзнавчих дослідженнях, займався вивченням історії забудови Вінниці, геології та гідрології Поділля. Створив в обласному центрі науково-дослідницьку станцію. Започаткував роботи з вивчення та використання в дослідному і виробничому відношенні місцевих матеріалів і нових конструкцій дорожніх покриттів.

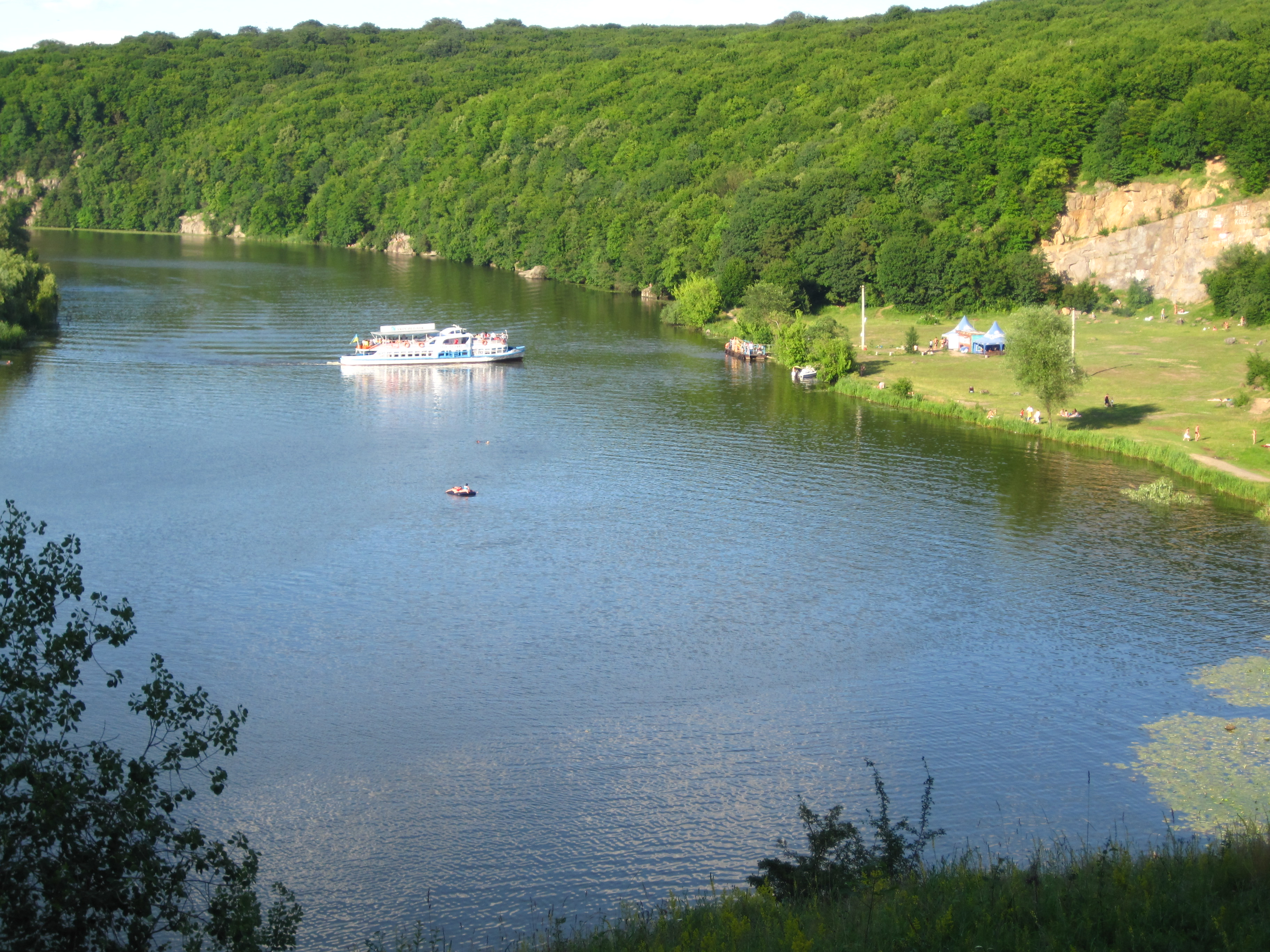
Краєвид з греблі Сабарівської ГЕС

Брав участь у проектуванні об'єктів промислового призначення міста. Серед його найбільш відомих реалізованих проектів — гідроелектростанція у передмісті Вінниці — Сабарові. 
 В 1931—1934 рр. — заступник директора науково-дослідного інституту шляхів у Харкові.
У 1935 р. вищою атестаційною комісією йому було присвоєно вчене звання професора, а у 1937 році без захисту дисертації присуджено вчену ступінь кандидат технічних наук. У 1939 році був призначений заступником директора Харківського автомобільно-дорожнього інституту з навчальної та наукової роботи. Захистив докторську дисертацію у 1940 році — «Експлуатаційні якості автомобільних доріг в залежності від мікропрофілю покриттів».

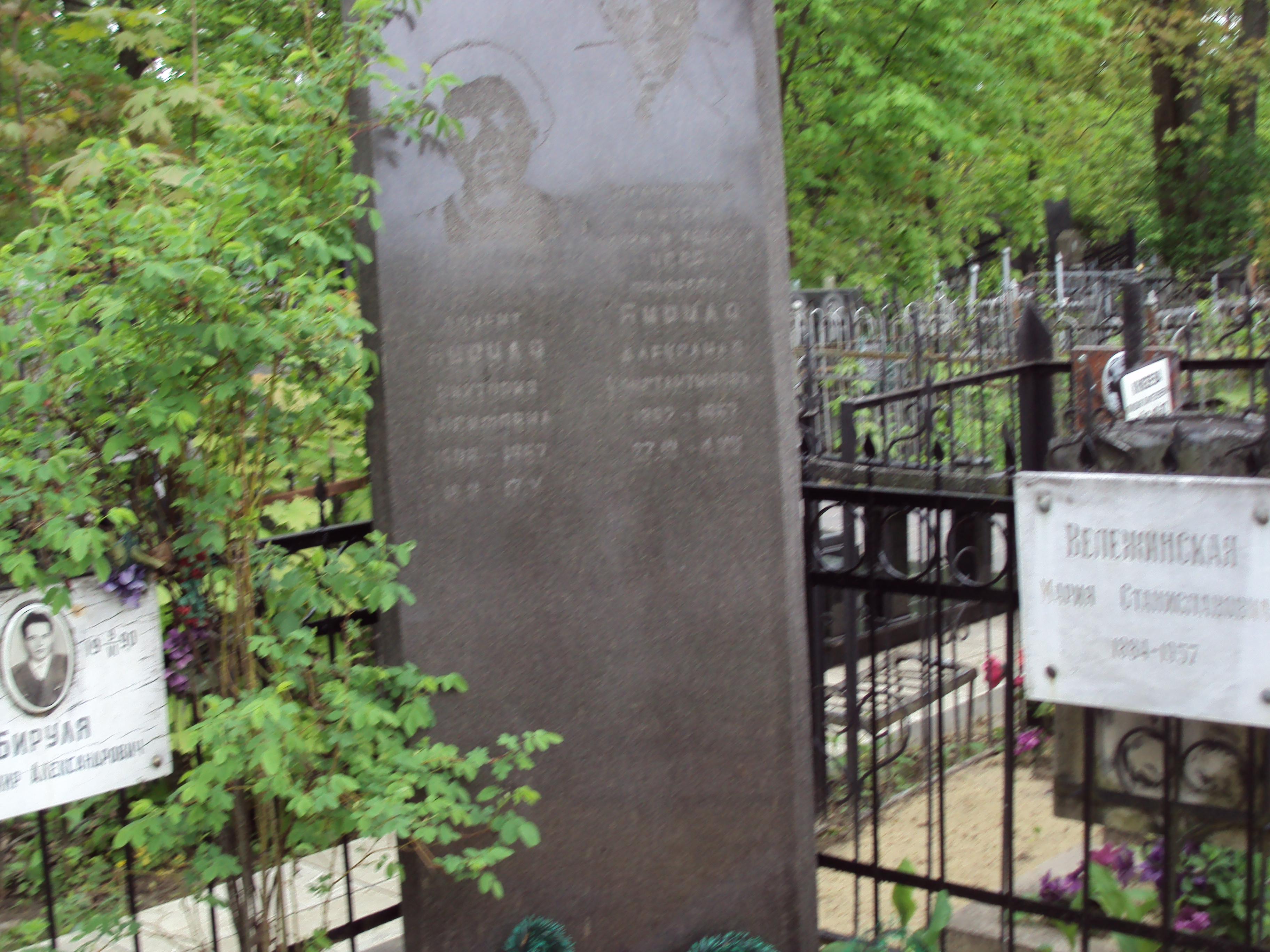
Поховання О. К. Бірулі та членів його родини на кладовищі № 2, Харків. Світлина DKM med.

У вересні 1941 року добровільно вступає до лав Червоної Армії разом з групою студентів та співробітників. Керуючи роботою військово-дорожніх загонів з дорожнього забезпечення ряду бойових операцій Червоної Армії на Північному Кавказі та Причорномор'ї, він вивчає і аналізує службу військових доріг при інтенсивному русі. Олександра Бирулю у серпні 1945 року було призначено директором Харківського автомобільно-дорожнього інституту (ХАДІ) (зараз Харківський національний автомобільно-дорожній університет — ХНАДУ), де він працював до 1959 року. 1953 було присвоєно почесне звання заслуженого діяча науки УРСР.
Помер і похований у Харкові у 1967 р. на міському кладовищі № 2.

## Нагороди
Біруля Олександр був нагороджений:
- орденом Леніна
- орденом Трудового Червоного Прапора
- орденом Червоної Зірки
- медаллю«За трудову доблесть»

## Основні наукові та краєзнавчі праці
- Ріка Буг та її сточище: матеріали по гідрології ріки. — Вінниця. — 1928, — 87 с. https://web.archive.org/web/20171005215818/http://www.library.vn.ua/publications/1928/ruka_bog.html
- Архітектурна історія Вінниці / Передмова О.Тарнопольського. — Вінниця. 1930. — 68 с. https://web.archive.org/web/20171005215858/http://www.library.vn.ua/publications/1930/arx_istor.html
- Геологія и гідрологія Поділля. — Вінниця, 1930. https://web.archive.org/web/20171005215406/http://www.library.vn.ua/publications/1930/Burylya.html
- Проектирование автомобильных дорог. — К., 1953.
- Дороги из местных материалов. — М., 1955.

## Сім'я
Батько — Біруля Костянтин Вікентійович (1867—1921) — вчитель природничих наук, завідувач Новоолександрівського училища. Дружина —Біруля Вікторія Йосипівна (1908—1967) —-асистентка, потім доцент кафедри будівництва доріг ХАДІ, кандидат технічних наук (1954). Дочка — Біруля (у шлюбі Голеско) Валентина Олександрівна (1934-2025) — кандидат технічних наук, професор кафедри мостів, конструкцій та будівельної механіки ХНАДУ (з 2005).